# Klingelfels (Niedersteinbach)
Der Klingelfels ist ein Sandsteinfelsen mit mutmaßlicher Burgstelle bei Niedersteinbach im Département Bas-Rhin.

## Lage
Der Felsen befindet sich am Wengelsbacher Hals (französisch Col du Klingenfels) zwischen Niedersteinbach und Wengelsbach unweit der Burg Wasigenstein.

## Geschichte
Es fehlen jegliche historische Belege, daher kann nur vermutet werden, dass es sich um eine Nebenbefestigung der Burg Wasigenstein gehandelt haben könnte, die schon frühzeitig wieder aufgegeben wurde. Der heutige Name ist neuzeitlich. Ähnliche „Nebenburgen“ finden sich auch bei den nahe gelegenen Burgen Wegelnburg und Fleckenstein. Erst in jüngerer Zeit wird hier eine Burgstelle vermutet.

## Anlage
Der Fels hat eine Länge von 14,5 Metern und eine Breite von nicht mehr als zwei Metern. Es gibt nur wenige Anzeichen menschlicher Bearbeitung wie eingehauene stufenartige Löcher an der Nordwestwand des Felsens und Meißelspuren an den Felswänden.